# Eurema andersonii
Eurema andersoni là một loài bướm trong họ Pieridae, có màu vàng và trắng, được tìm thấy ở Ấn Độ và các nơi khác của châu Á.

## Phân loài
Các phân loài liệt kê theo bảng chữ cái;
- E. andersonii anamba (Corbet & Pendlebury)
- E. andersonii evansi (Corbet & Pendlebury)
- E. andersonii godama (Fruhstorfer)
- E. andersonii jordani (Corbet & Pendlebury, 1932) Jordan's Grass Yellow
- E. andersonii konoyi (Murishita)
- E. andersonii ormistoni (Watkins, 1925)
- E. andersonii sadanobui (Shirǒzu + Yata, 1982)
- E. andersonii udana (Fruhstorfer)

## Hình ảnh

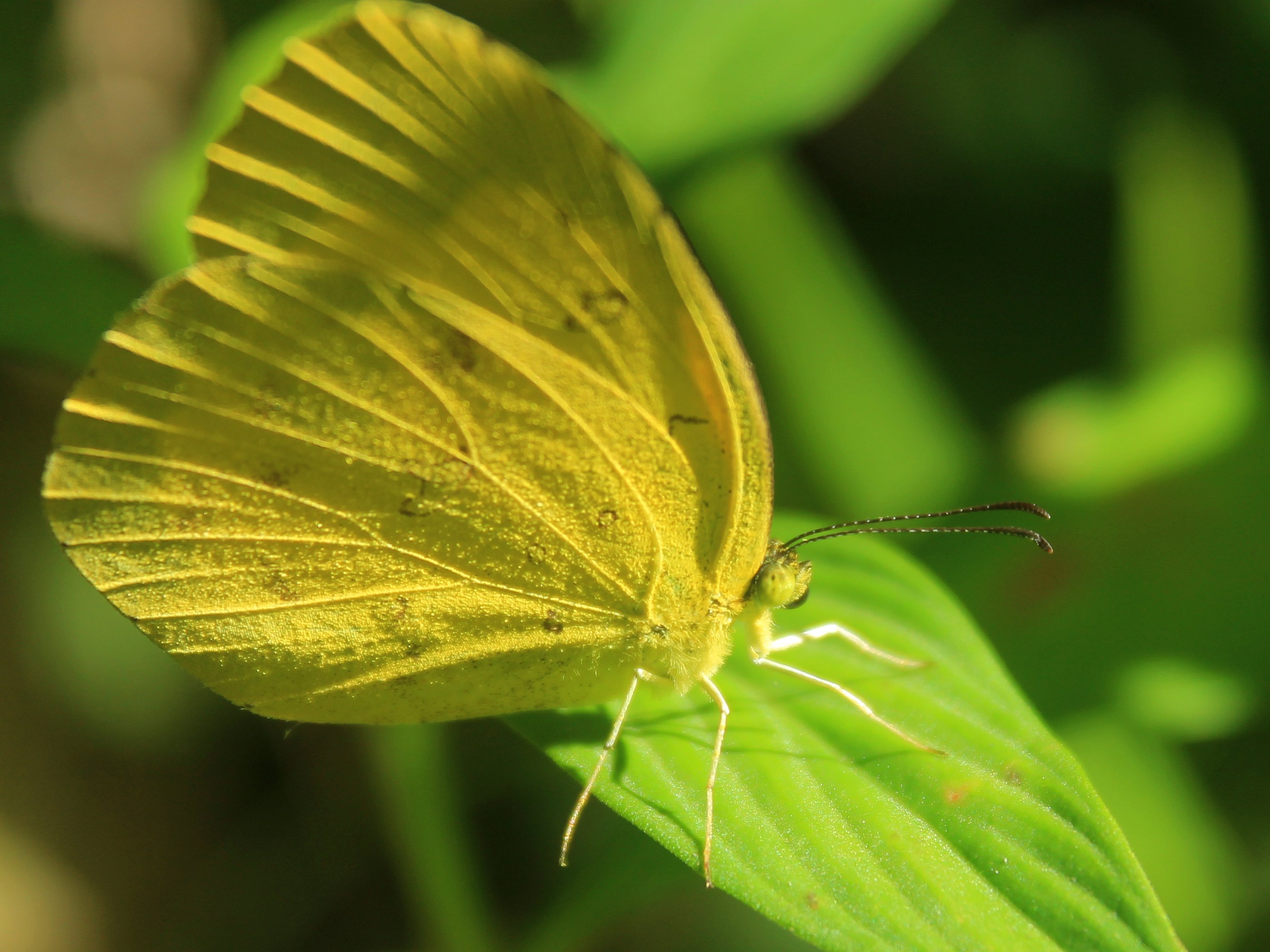